# Grafing bei München
Grafing bei München település Németországban, azon belül Bajorországban. Lakosainak száma 14 348 fő (2023. december 31.). Grafing bei München Ebersberg, Frauenneuharting, Aßling és Bruck községekkel határos.

## Népesség
A település népessége az elmúlt években az alábbi módon változott:
| Lakosok száma | 892  | 4729 | 8110 | 11 039 | 12 935 | 13 369 | 13 502 | 13 603 | 13 936 | 14 348 |
|               | 1875 | 1950 | 1975 | 1987   | 2012   | 2014   | 2016   | 2017   | 2021   | 2023   |

## Fekvése
Ebersbergtől délre, az Alpok nyúlványainak erdős völgykatlanában fekvő település.

## Története
Grafing a Sempt-Ebersberg grófi család birtoka volt, mely 1048-ban a benedekrendi ebersbergi kolostorra szállt.
A városnak hangulatos főterén szép homlokzatú házak között áll az 1769-ben épült Városháza. A Szentháromság templom 1672-ben épült. Stukkóit és freskóit Johann Baptist Zimmermann készítette, míg a főoltár Johann Baptist Straub tervezte. 

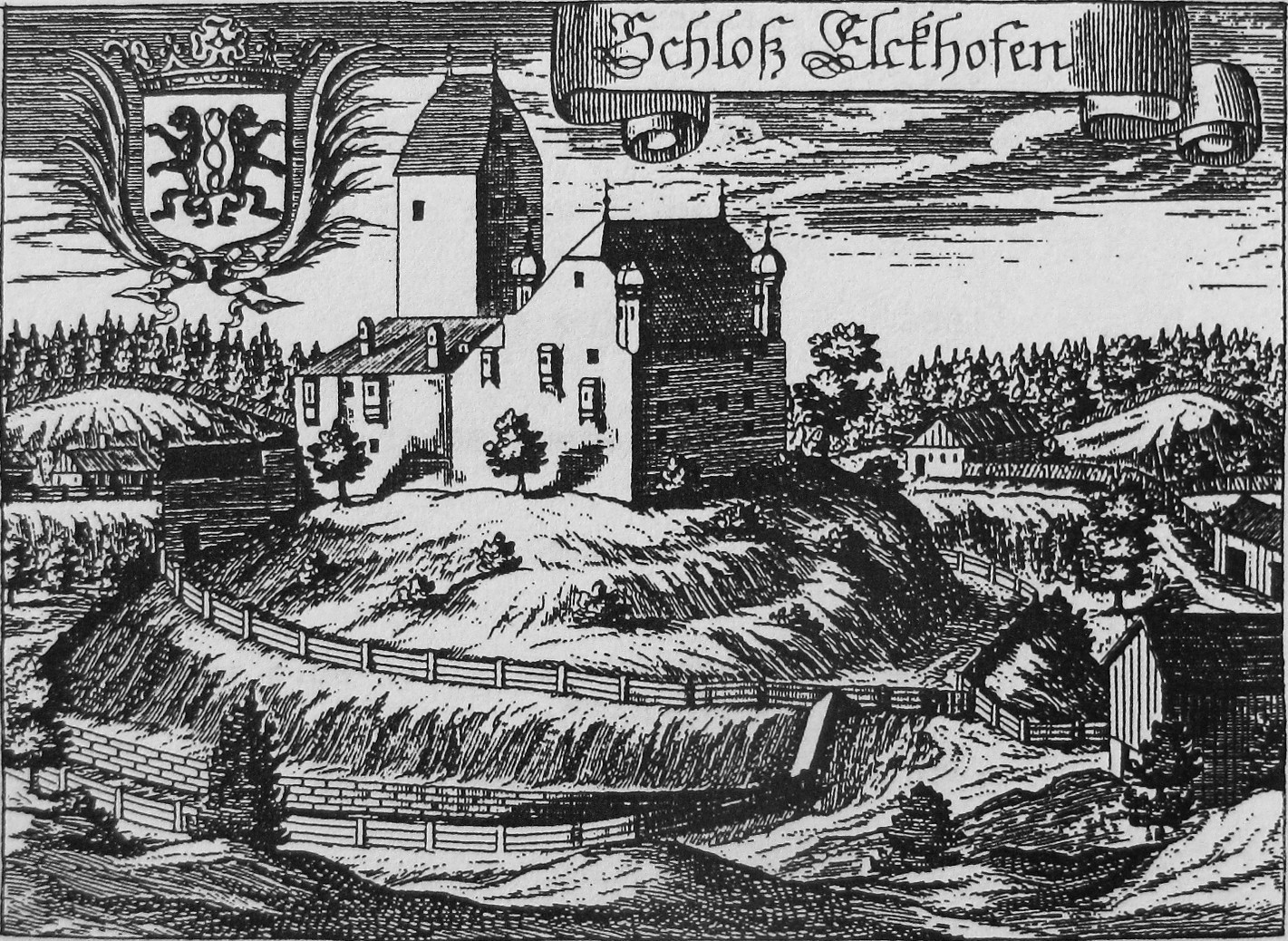
A Burg Elkofen egy régi metszeten

A várostól egy km-rel délre áll Felső Bajorország legjobb állapotban megmaradt és még ma is lakott hatalmas gótikus tornyú középkori vára. Az erdőben, az egykori mocsárvidék közepén megbújó várat például 1632-ben a környéken fosztogatva, gyujtogatva átvonuló svéd csapatok nem vették észre.

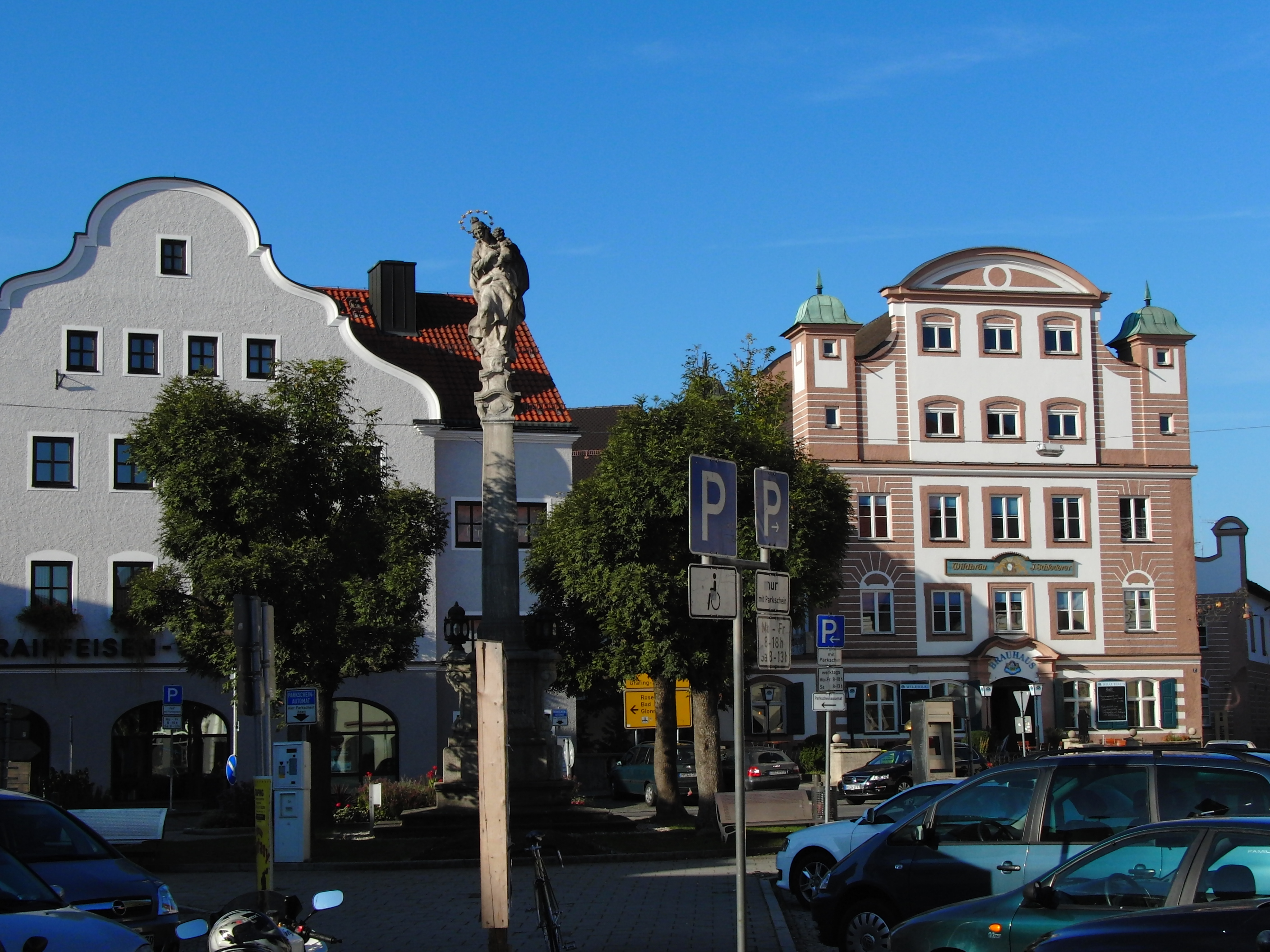
Grafing, Marktplatz

A vár a fennmaradt oklevelek adatai szerint már 1000 körül a Sempt-Ebersberg grófi család tulajdona volt, amely örökösétől, az ebersbergi kolostortól 1383-ban a Wittelsbach fejedelmi család birtokába került, majd 1664-ben a Rechberg-Rothenlöwen grófok vásárolták meg. Az emeletes fallal övezett komor torony furcsa ellentéte a játékos erkéllyel tagolt hófehérre meszelt barátságos kastélyszárnynak.

## Galéria

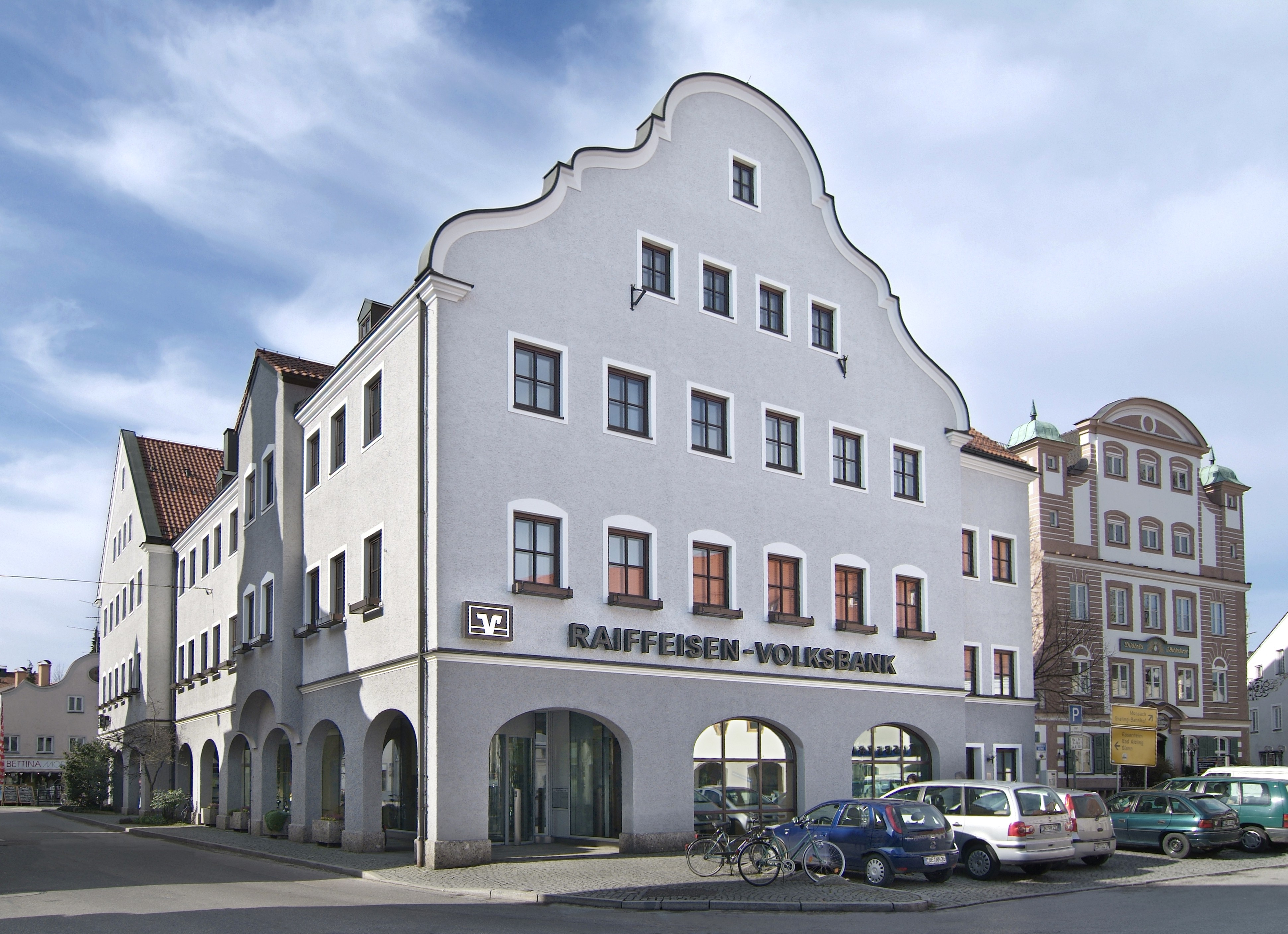
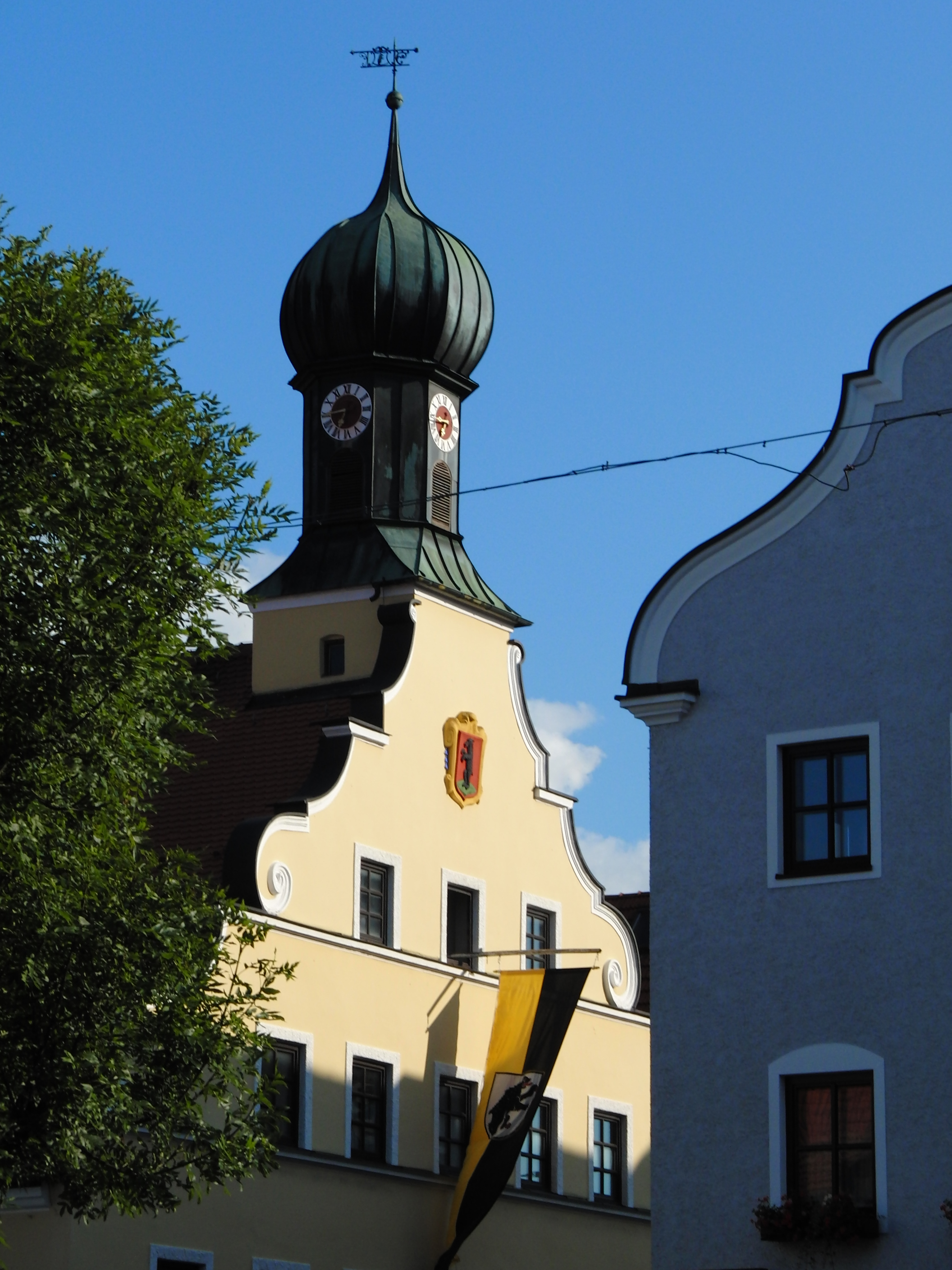
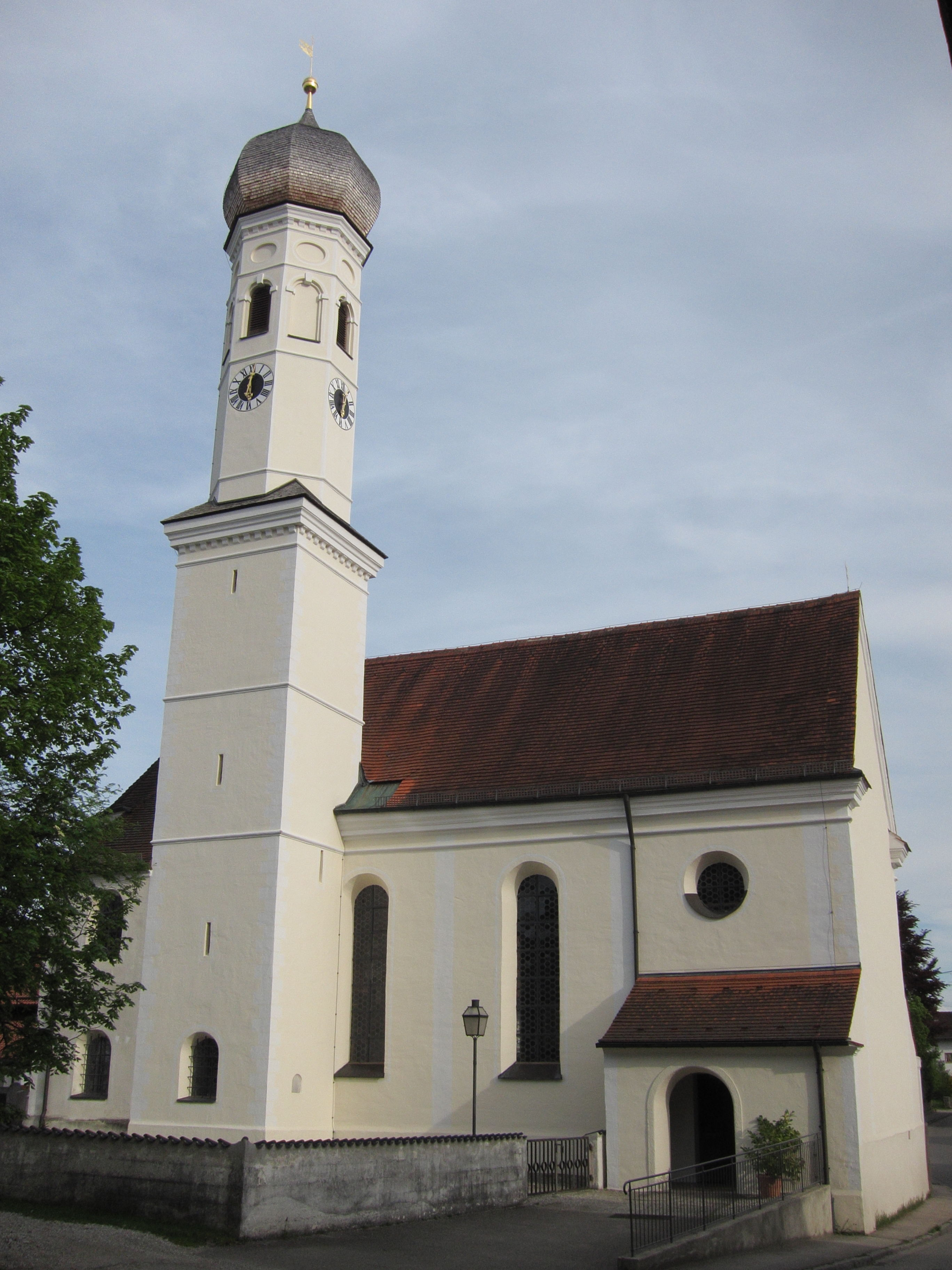
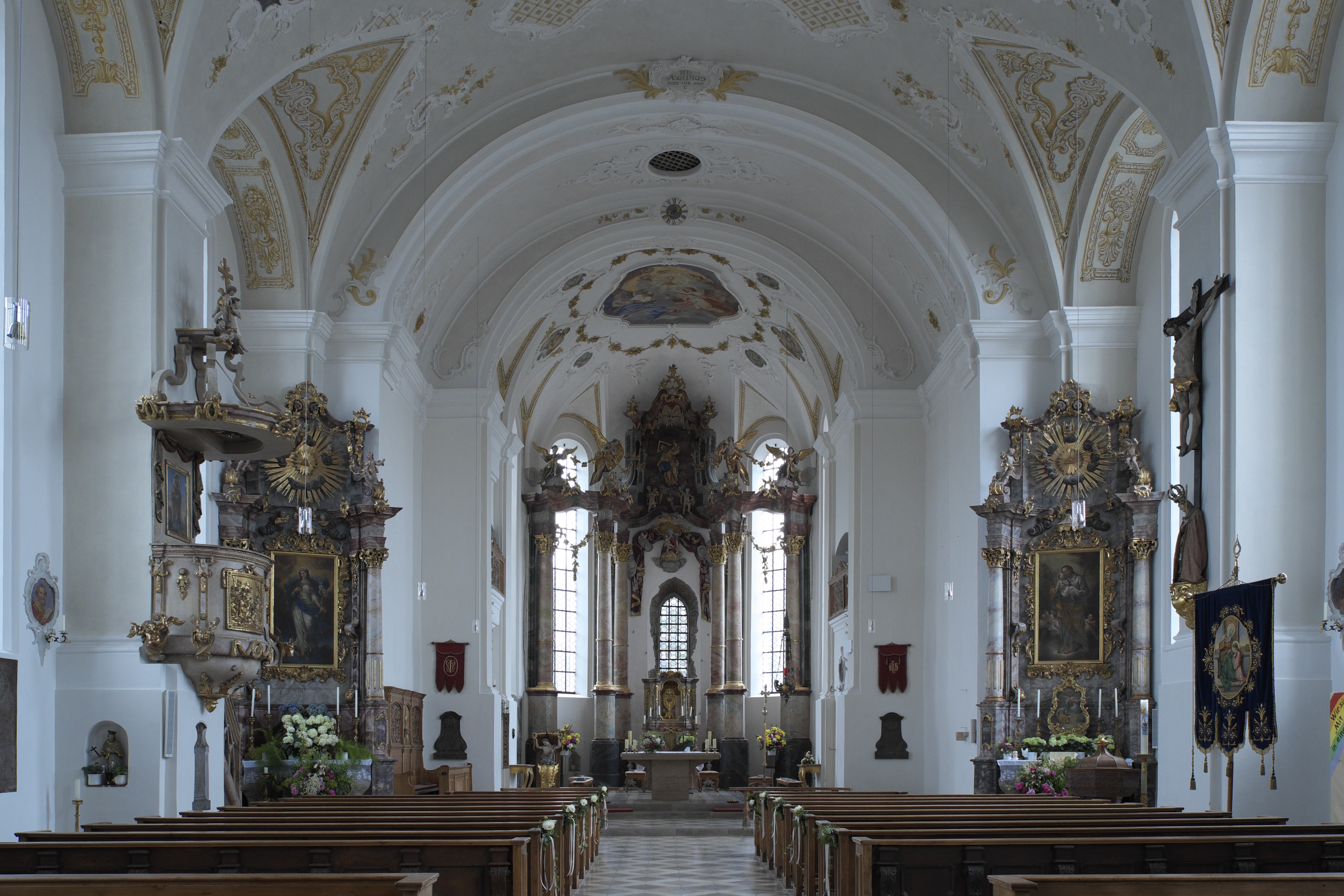
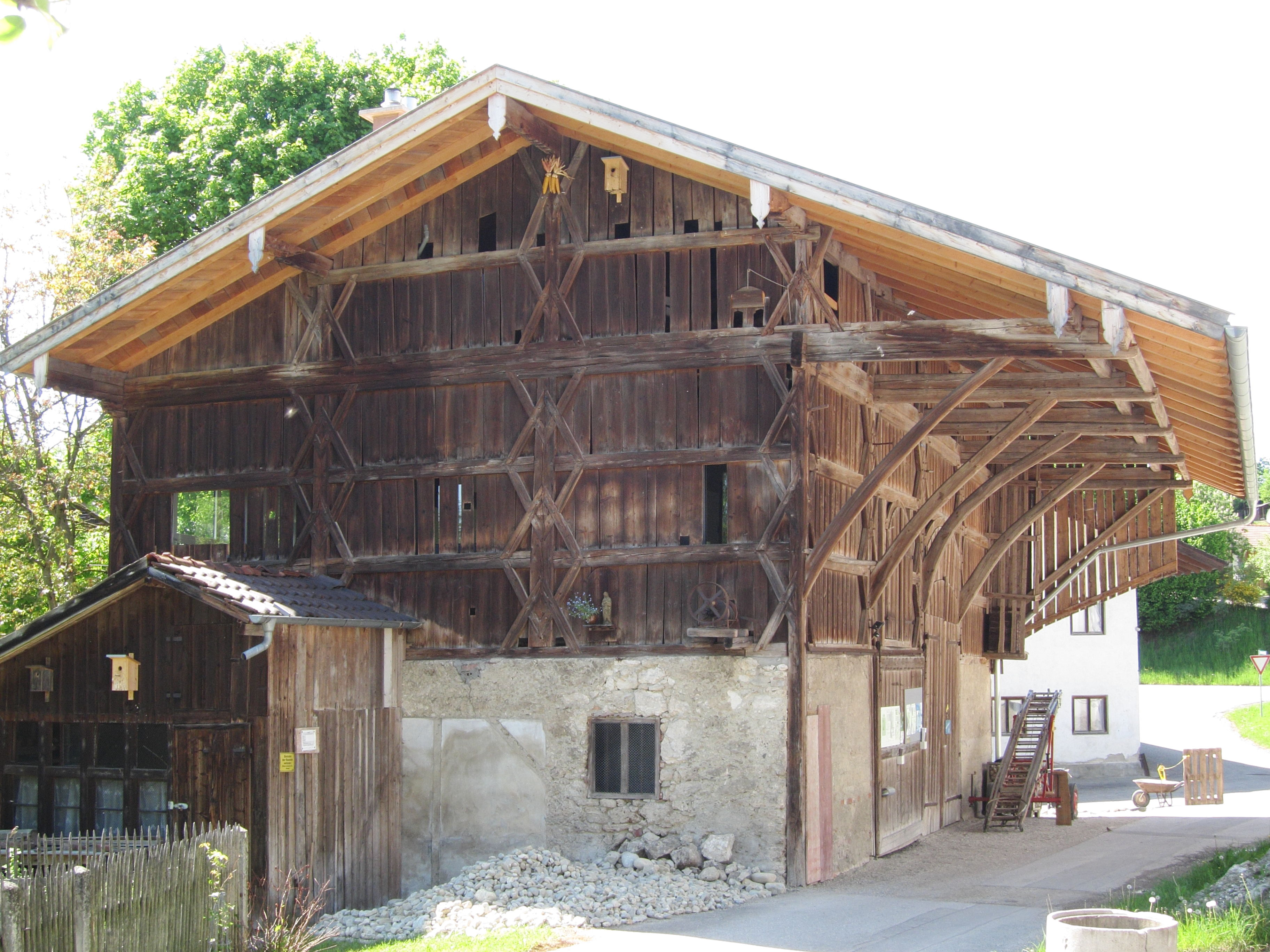
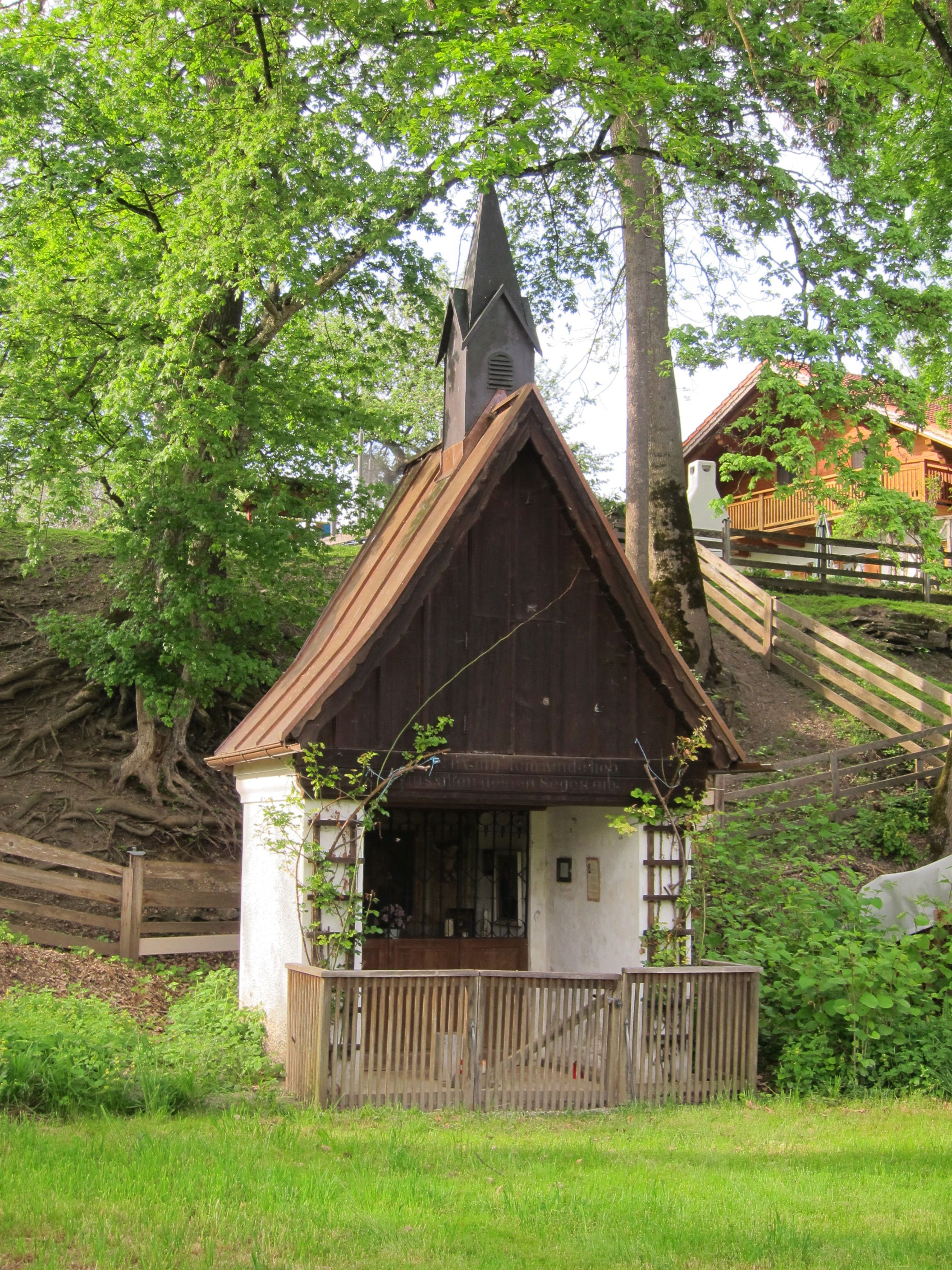

## Nevezetességek

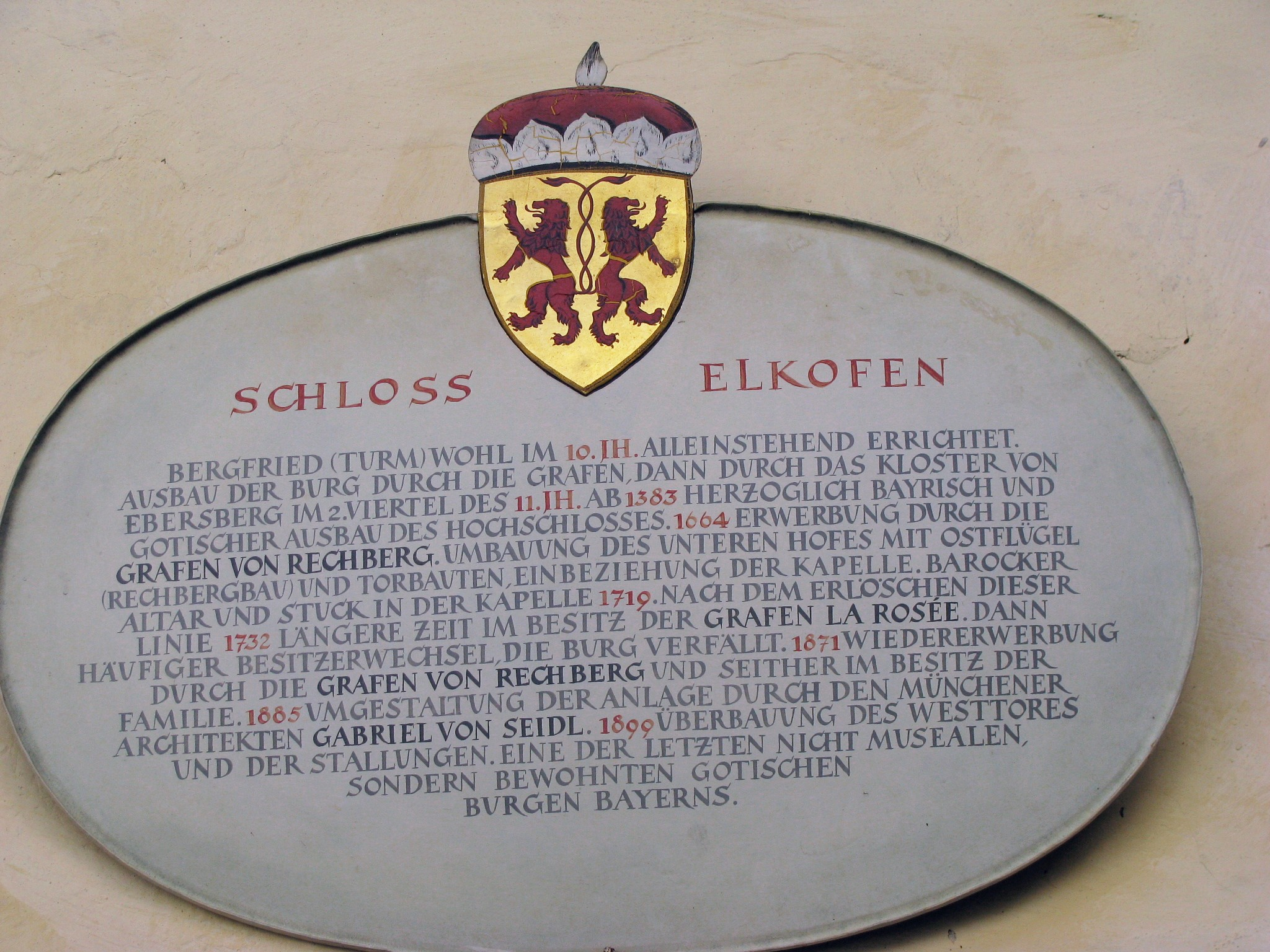
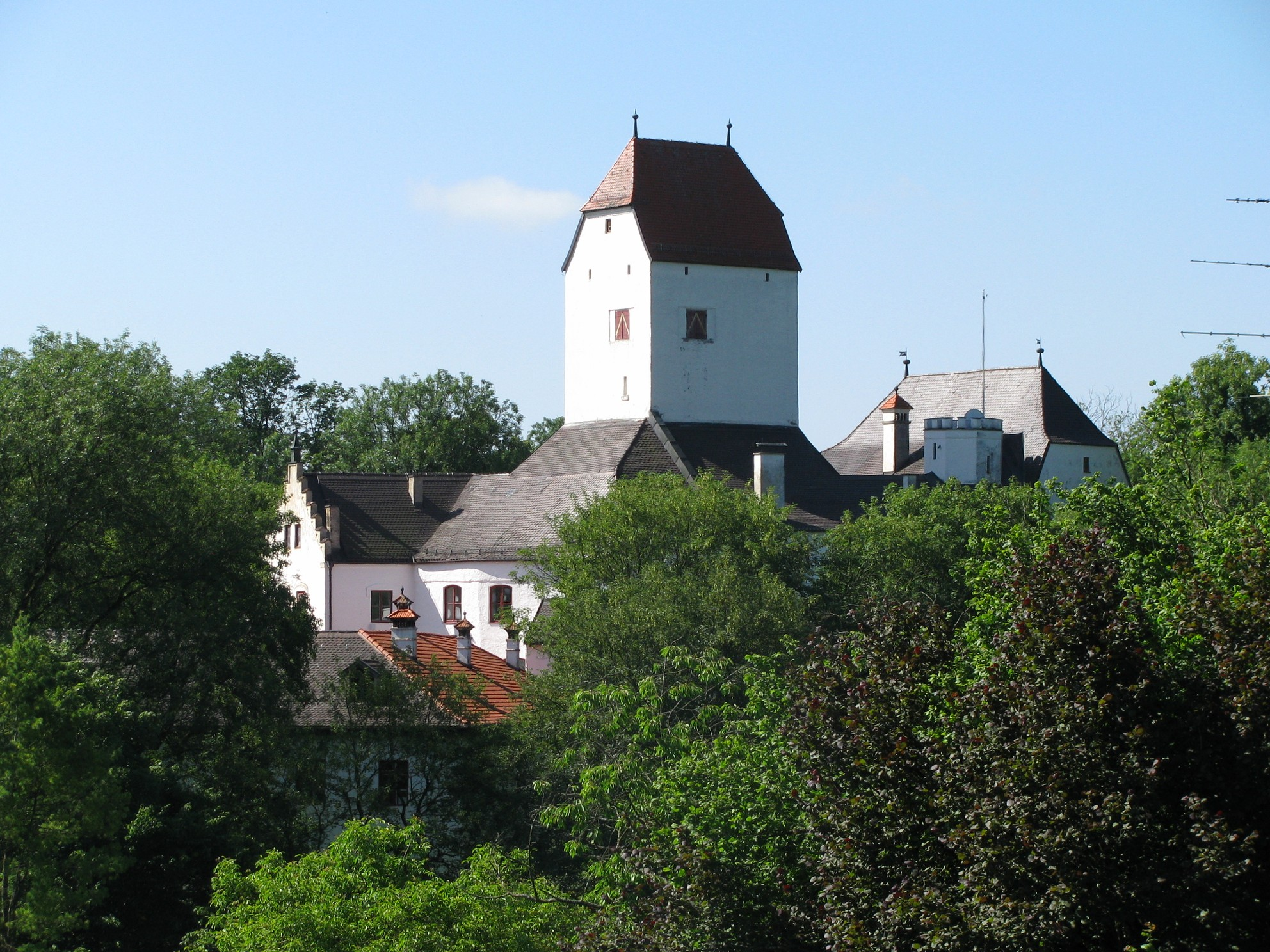
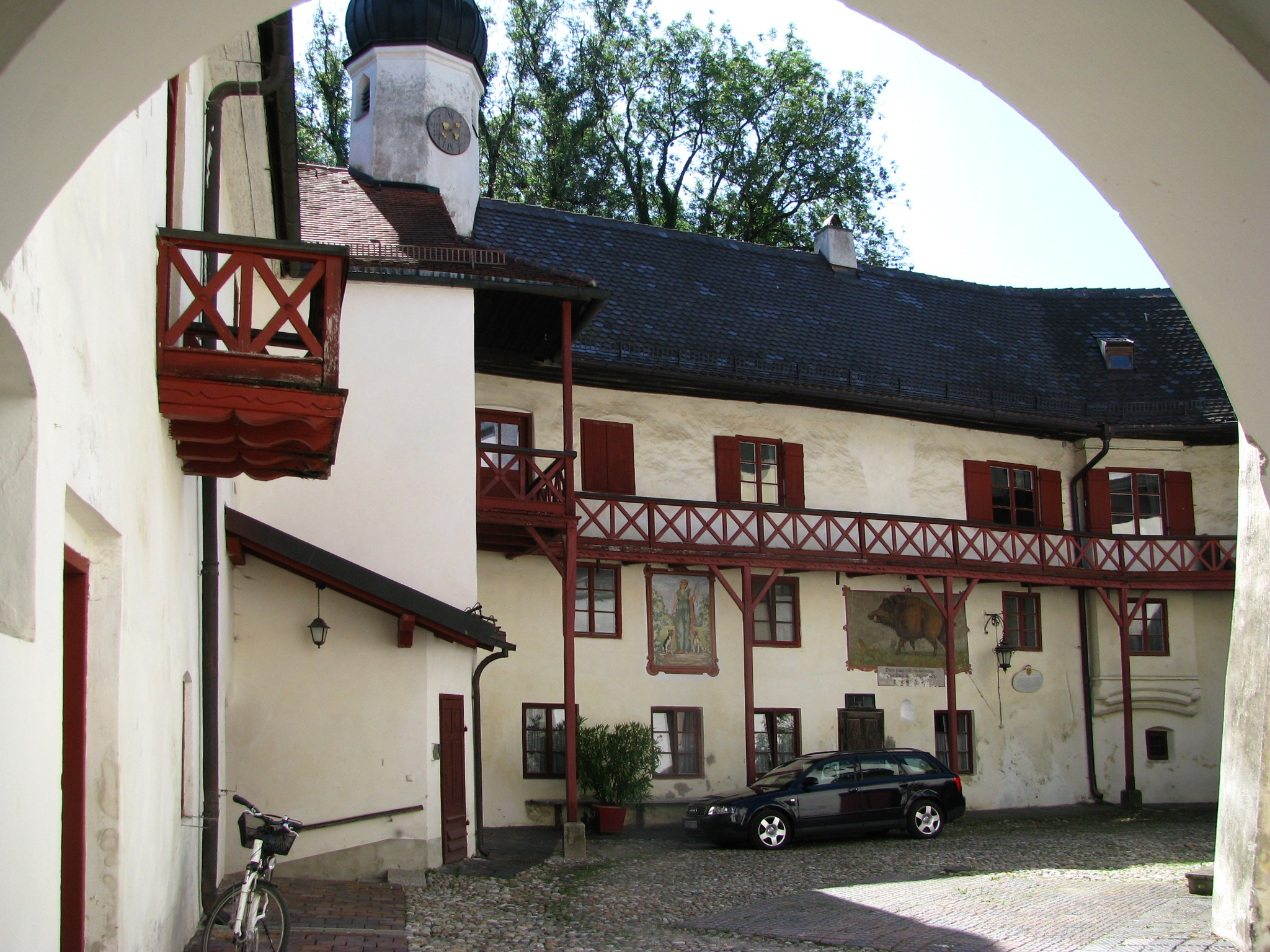
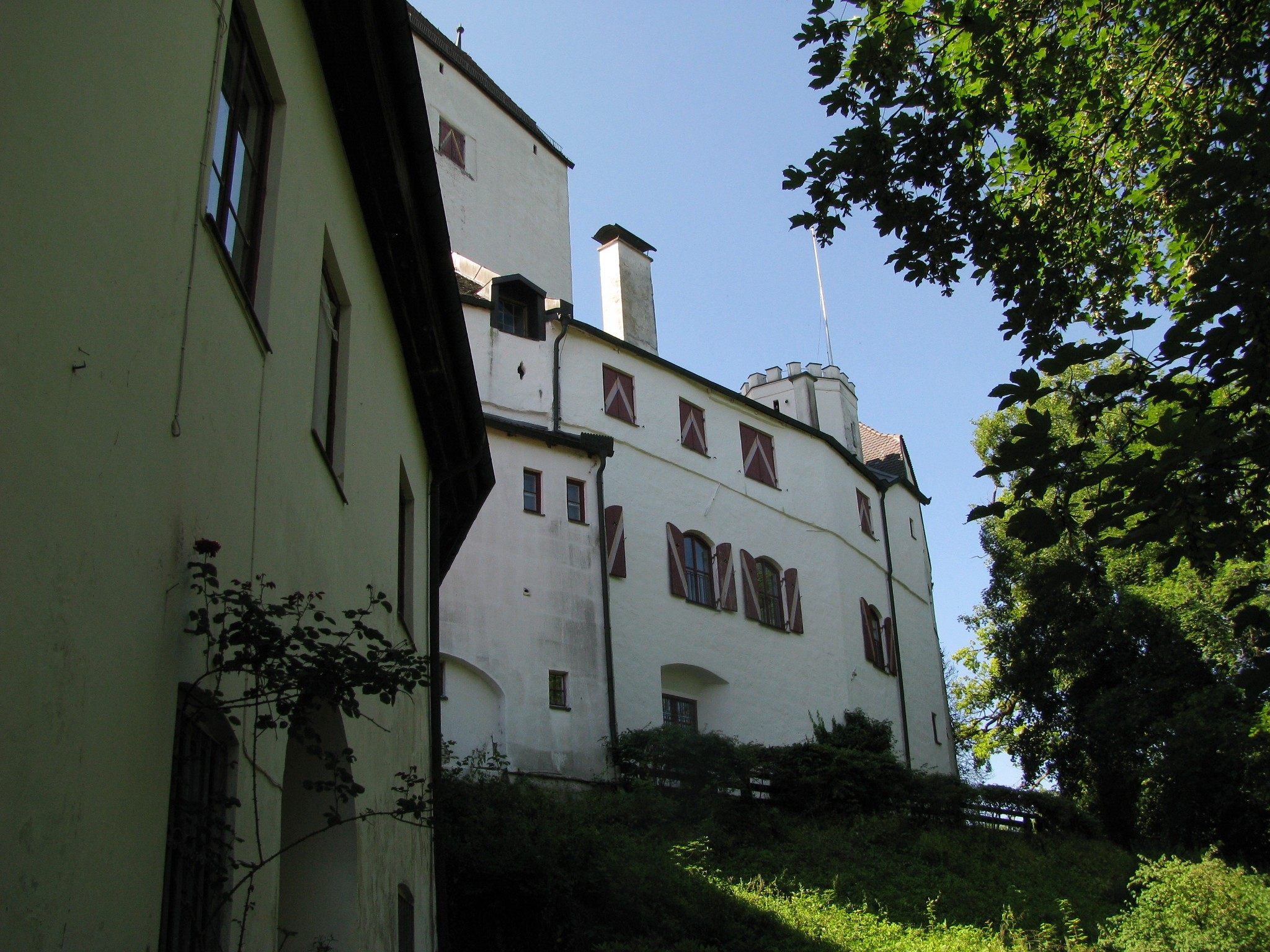
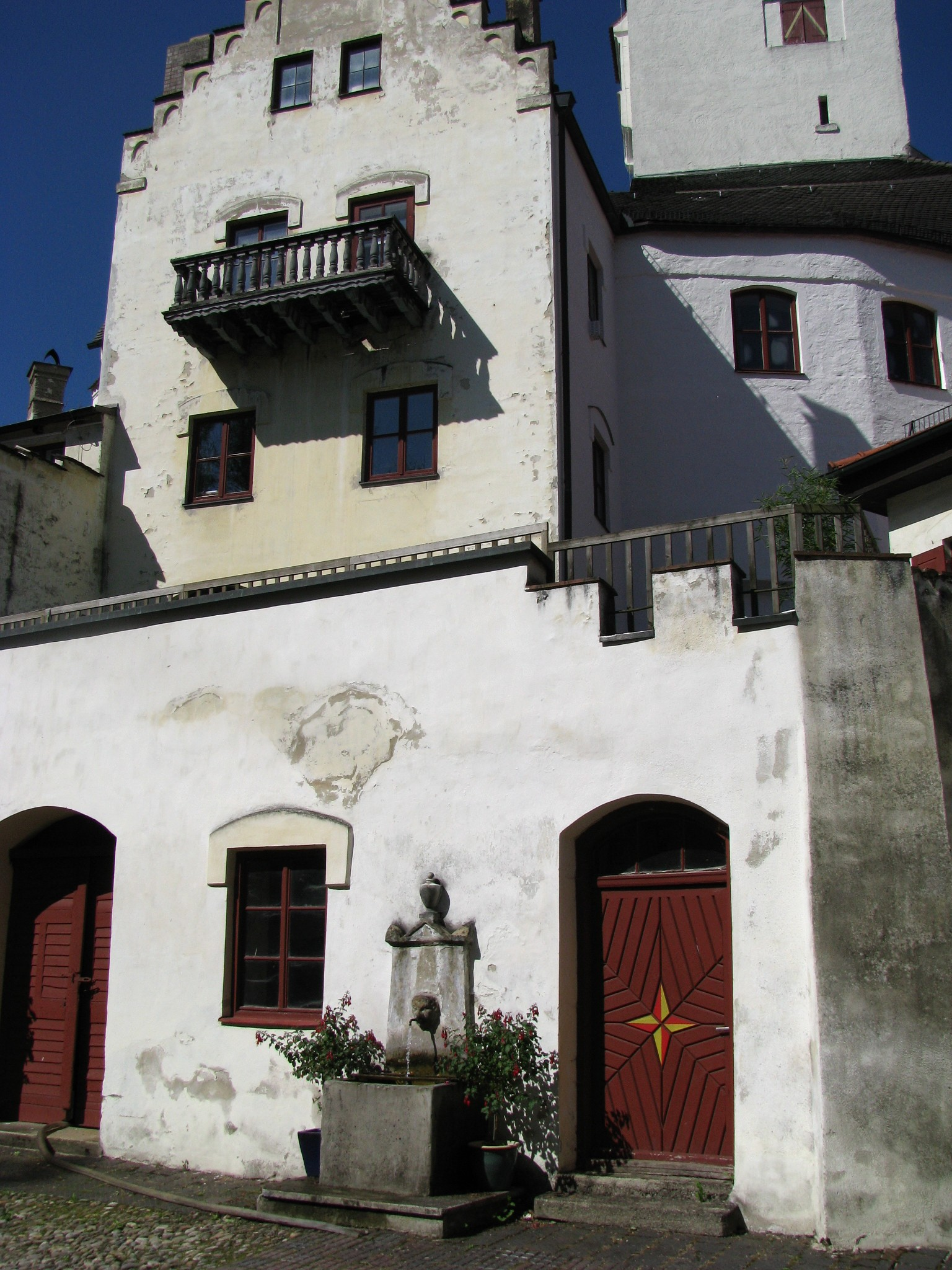
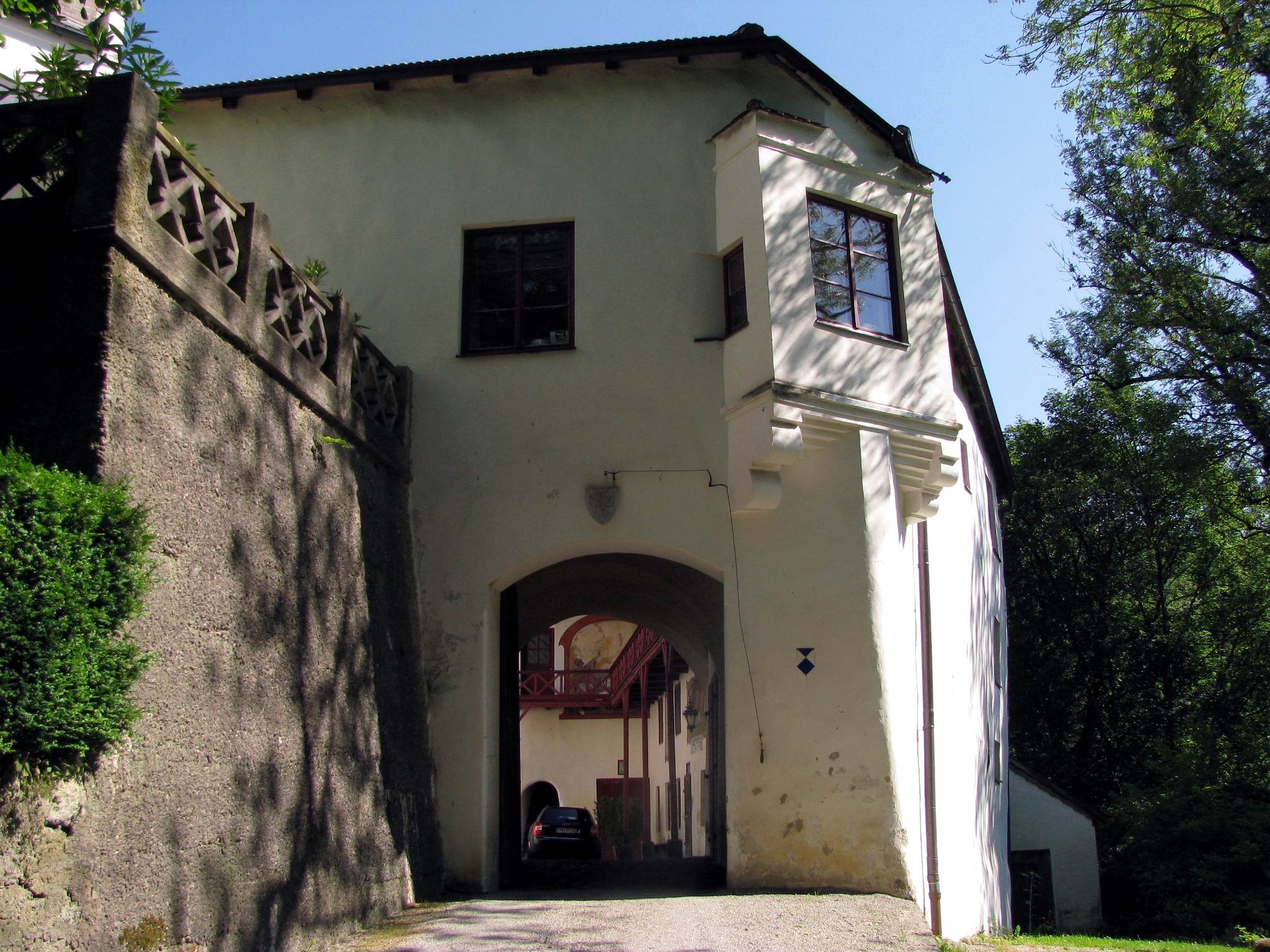

- Burg Elkofen

- Szentháromság templom.